# Syrische waterjuffer
De Syrische waterjuffer (Coenagrion syriacum) is een libellensoort uit de familie van de waterjuffers (Coenagrionidae), onderorde juffers (Zygoptera).
De Syrische waterjuffer staat op de Rode Lijst van de IUCN als gevoelig, beoordelingsjaar 2010, de trend van de populatie is volgens de IUCN dalend. De soort komt voor in Israël, Jordanië, Libanon, Syrië en Turkije.
De wetenschappelijke naam van de soort is voor het eerst geldig gepubliceerd in 1924 door Morton.